# Diplocolenus fraternellus
Diplocolenus fraternellus är en insektsart som beskrevs av Baker 1926. Diplocolenus fraternellus ingår i släktet Diplocolenus och familjen dvärgstritar. Inga underarter finns listade i Catalogue of Life.